# Jídelní hůlky

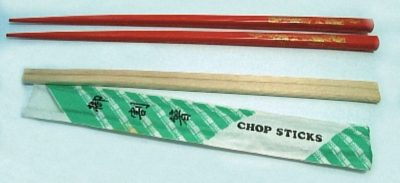
Plastové a jednorázové dřevěné jídelní hůlky

Jídelní hůlky, jsou tradičním jídelním nástrojem východní Asie (Čína, Japonsko, Korea, Vietnam) a částečně Thajska (kde se však používají pouze ke konzumaci nudlových polévek).

## Použití
Původně byly hůlky používány k vaření a míchání. Až za dynastie Chan začalo jejich používání k jídlu.
Jídelní hůlky jsou vyráběny ze dřeva, bambusu, kovu, kostí, slonoviny a dnes i z plastu. Stříbrné hůlky byly údajně v Číně k odhalení otráveného jídla. Pokud byl přítomen jed, hůlky vlivem chemické reakce zčernaly.
Čínské a japonské jídelní hůlky se od sebe liší délkou – japonské jsou kratší a subtilnější, čínské spíše delší. Technika jídla je ale v obou případech shodná – z hůlek jsou vytvořeny jakési kleště, s jejichž pomocí je potrava vkládána do úst. Spodní hůlka je nepohyblivá a jídlo je k ní přitisknuto pomocí horní pohyblivé hůlky. Spodní hůlku je třeba vložit do úžlabí mezi palcem a ukazovákem, opřít o spodní část kloubu palce a prsteníkem ji ke kloubu silně přitlačit. Pohyblivá hůlka se drží stejně, jako tužka v bříšcích palce, ukazováku a boční plochy prostředníku.

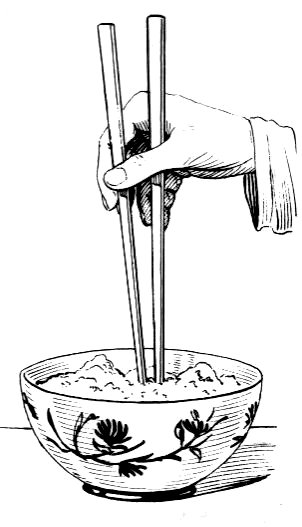
Správné držení hůlek

## Zajímavá fakta
- Jídelních hůlek je občas užíváno jako testovacího nástroje při náboru dělníků do podniků jemného strojírenství a elektroniky.[zdroj?] Testování je založeno na schopnosti dělníka roztřídit pomocí hůlek barevné korálky, navléci nit do jehly, případně rozdělit součástky do přihrádek.
- Některá bojová umění používají hůlek jako improvizované zbraně – vržená hůlka má neočekávaně vysokou průraznou sílu.[zdroj⁠?!]
- Jídlo konzumované s pomocí hůlek je zdravější[zdroj?] – velikost sousta znemožňuje hltání a přispívá k lepšímu rozkousání.

## Japonská etiketa
Používání jídelních hůlek v Japonsku je spojeno s řadou omezení, podobně jako s příborem v Evropě. Základní zásady jsou následující:
- hůlkami se neťuká o stůl, nádobí ani jednou hůlkou o druhou
- sousto je třeba vybrat ještě před ponořením hůlek do nádoby, jídlo se hůlkami nepřehrabuje ani nemíchá
- sousta se odebírají shora, sousto, kterého jste se hůlkami dotkli, také naberte
- jídelní hůlky se neolizují
- je nevychované ukazovat hůlkami kolem sebe
- hůlky se nepoužívají k přitahování nádob
- držení hůlek v pěsti je chápáno jako výhrůžné gesto
- zapichování hůlek do rýže je hrubá nezdvořilost – tímto způsobem se rýže obětuje zesnulým
- překládání jídla jiným osobám vlastními hůlkami je tabu, toto gesto je vyhrazené pouze pro přenášení kostí po kremaci pozůstalými. [zdroj⁠?!]

## Čínská etiketa
- konce hůlek musí vždy směřovat dolů
- hůlky se drží tak, aby dlaň směřovala vždy dolů, ukazovat dlaně je nezdvořilé
- je přípustné (a zdvořilé) pomoci hůlkami nabrat porci osobě, pro kterou je to obtížné
- po ukončení jídla se hůlky pokládají společně přes misku, konce směřují vlevo
- nechat jídelní hůlky v misce rozevřené do tvaru písmene "V" je nezdvořilé (tvar "V" je považován za symbol smrti[zdroj?])

## Korejská etiketa
Pro Korejce je správné vystupování u stolu zásadní. Korejská kultura stravování se totiž nese v duchu hesla "sharing is caring". Převážná většina korejských jídel je servírována jako porce nejméně pro dvě osoby, proto je nutné následovat určitá pravidla a brát ohled na všechny, s kým jídlo sdílíme. Jelikož se korejská kultura nachází na druhém konci světa, liší se od té západní v mnoha ohledech.
- hůlky (젓가락) [džogarak] jsou vždy v páru společně s lžící (술가락) [sulgarak], dohromady se jim říká 수저 [sudžo], ve volném překladu – hůlky a lžíce[2]

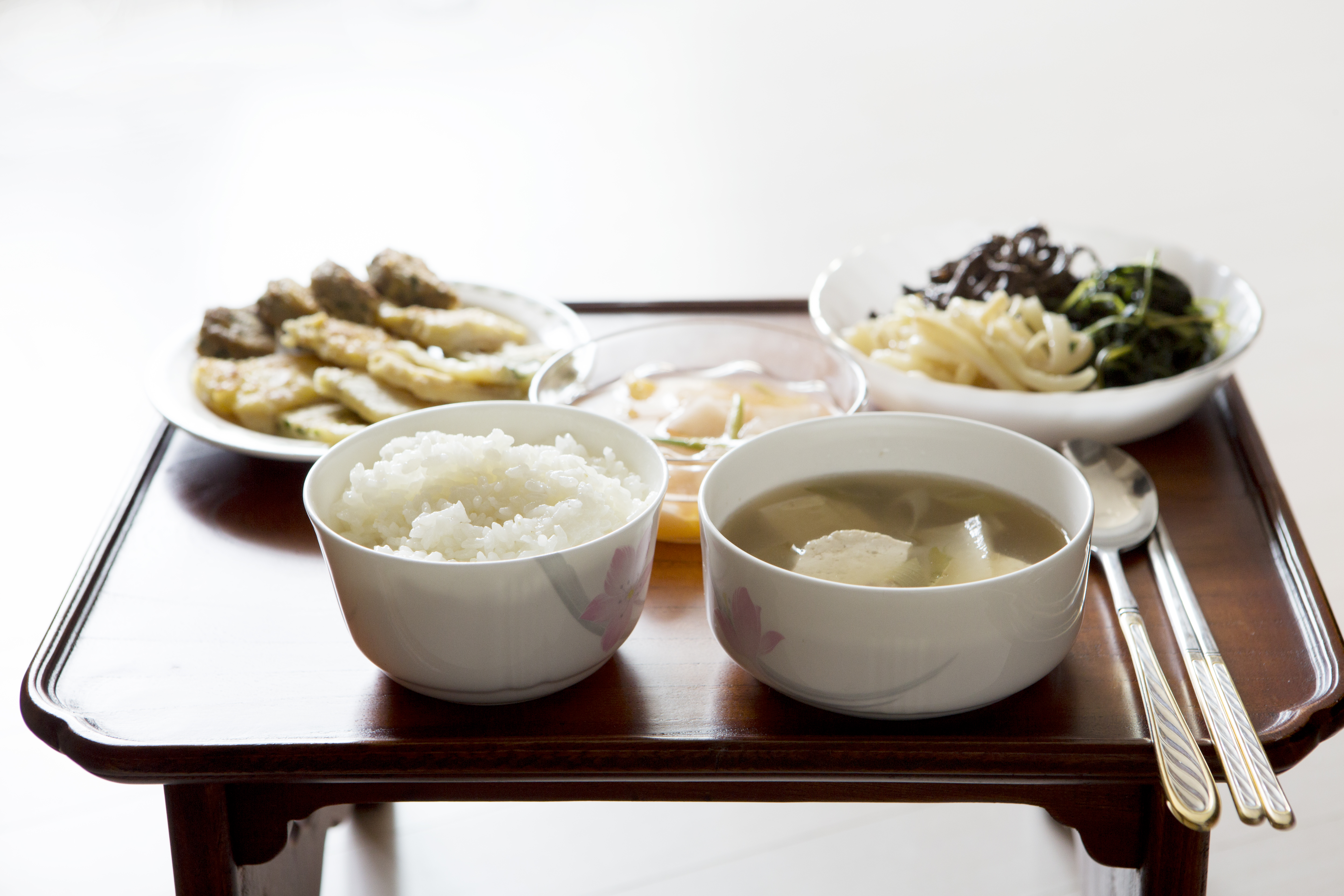
Jednoduché korejské stolování

- Jednoduché korejské stolovánípři stolování se 수저 [sudžo] nachází na pravé straně stolu, nalevo se pak dává miska na polévku (국) [gug] a vedle ní miska na rýži (밥) [pap][3]
- blíže k misce na polévku (국) [gug] se dává lžíce (술가락) [sulgarak] a vedle ní směrem doprava hůlky (젓가락) [džogarak]
- hůlky se při klasickém stolování nikdy nedávají na levou stranu
- na levou stranu se hůlky dávají pouze během přípravy jídla na pohřeb nebo vzpomínkového obřadu za zesnulé členy rodiny, tzv. 제사 [džesa]
- stejně jako v Číně a Japonsku se hůlky nezapichují a nenechávají stát v jídle, neboť to připomíná oběti jídla zesnulým
- lžíce se používá na rýži (밥) [pap] a polévková jídla, zatímco většina příloh (반찬) [bančan] se jí pomocí hůlek
- v případě sdíleních příloh (반찬) [bančan] se v přílohách nikdy hůlkami nepřehrabuje, hůlkami vezmeme jídlo seshora a dáme na vlastní talíř nebo misku
- hůlky s lžící se nikdy nedrží v jedné ruce najednou

## Vietnamská etiketa
Vietnam je jednou z původních zemí "kulturní sféry hůlek". Jídelní etiketa je velmi ovlivněna čínskými zvyky, včetně používání hůlek výhradně jako jídelního náčiní.
- hůlky se nikdy nedrží svisle vzhůru jako vonné tyčinky
- hůlkami se do misky neklepe, připomíná to akt, který v minulosti provozovali žebráci (klepání hůlkami do hrnců), když žebrali o jídlo
- krátké ani dlouhé hůlky se před a během jídla nikdy nepokládají na stůl, dříve to připomínalo rakev, která se skládala ze 2 krátkých dřevěných desek a 3 dlouhých dřevěných desek, což mělo představovat smůlu
- při stolování je běžné věnovat pozornost vyrovnání hůlek, nejen abyste se vyhnuli případné smůle, ale především to usnadňuje nabírání jídla
- během jídla se hůlkami na nikoho neukazuje
- hůlkami nic "nekrájíme", místo toho použijeme například lžíci
- hůlky se nikdy nezapichují do jídla, připomíná to rituál za zesnulé, a zvete tím tak zlé duchy k jídlu
- hůlky se nepoužívají jako špejle, tudíž s nimi jídlo nenapichujeme
- hůlky se nikdy neolizují a nekoušou, považuje se to za velmi urážlivé

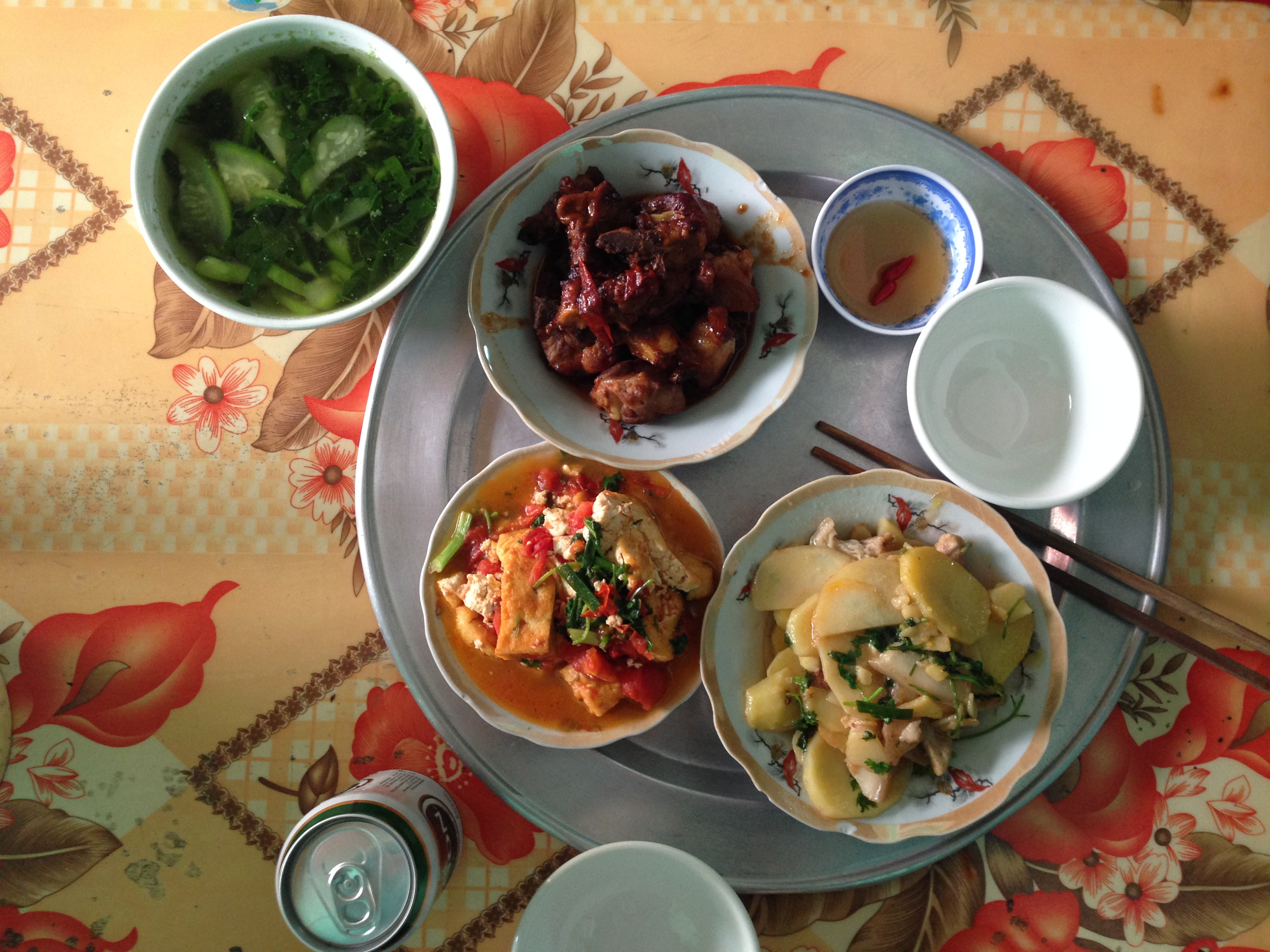
Vietnamské stolování

- Vietnamské stolovánírýže se nikdy nemíchává pouze hůlkami
- hůlkami neposouváme misky s jídlem
- při podávání jídla hůlkami někomu jinému se jídlo nepodává z hůlek do hůlek, jak kvůli hygieně, ale také to přináší smůlu, neboť na některých místech se takto přenáší popel zesnulých
- považuje se za neslušné držet hůlky v ruce bez toho aniž bychom si s nimi nabrali jídlo, tento akt se popisuje jako "vykrádání hrobu"
- hůlkami se nesbírá rozlité či vysypané jídlo

## Kambodžská etiketa
Etiketa stolování u kambodžského stolu je poměrně formální. Pokud si nejste jisti, co by se mělo nebo nemělo u stolu dělat, nejjednodušší je sledovat lidi poblíž.
- hůlky, lžíce, vidlička a ruce jsou základní jídelní náčiní
- hůlky jsou především na nudlové pokrmy, ale většina obyvatel je používá na jakékoli jídlo
- vidlička se používá především pro nabrání jídla na lžíci
- Kambodžané vůbec nepoužívají vidličku ke vkládání jídla do úst, neboť je v oblasti úst považována za nebezpečnou
- polévková lžíce se používá na vývar[5]

## Thajská etiketa
Etiketa thajského stolování je v podstatě stejná jako u nás : Nemluvte s plnou pusou, neukazujte vidličkou a tak dále. Pouze několik pravidel stolní etikety v Thajsku se liší od těch na západě.
- historicky se používaly k jídlu ruce a výjimečně lžíce a vidlička na kari či polévku
- hůlkami se jí nudlové pokrmy podávané v miskách
- na rozdíl od Číny, Vietnamu či Koreje se rýže z misky nejí hůlkami
- hůlkami se nevydávají žádné zvuky
- hůlkami se na nikoho neukazuje, ani pokud máme ruku s hůlkami pouze položenou na stole[6]

## Malajská, Indonéská, a další etikety v částech jihovýchodní Asie
- hůlky se výhradně používají při jezení nudlí
- lžíce a vidlička se používají na rýži
- může se také jíst jen rukama